# Ґерд Вессіґ
Ґерд Вессіґ  (нім. Gerd Wessig, нар. 16 липня 1959) — німецький легкоатлет, олімпійський чемпіон.

## Виступи на Олімпіадах
| Олімпіада   | Дисципліна       | Місце |
| ----------- | ---------------- | ----- |
| Москва 1980 | стрибки у висоту | 1     |